# Mußbach an der Weinstraße
Mußbach, in der örtlichen Mundart Muschbach, das als Winzerdorf seit 1935 den Namenszusatz „an der Weinstraße“ trug, wurde 1969 durch die rheinland-pfälzische Gebietsreform als Ortsteil in die rund 3 km südwestlich gelegene kreisfreie Stadt Neustadt/Wstr. eingemeindet. Seither erhöhte sich die Zahl der Einwohner auf rund 4000. Damit ist Mußbach in dieser Hinsicht der drittgrößte Ortsteil von Neustadt.

## Geographie

### Lage
Mußbach liegt in der Vorderpfalz im rebenbestandenen Hügelland an der Deutschen Weinstraße auf etwa 145 m Höhe. Nach Osten und vor allem nach Südosten hat es sich allmählich weiter in die Rheinebene ausgebreitet. Südöstlich des Ortes erstreckt sich der Ordenswald.

### Nachbarorte
Nachbarorte sind im Südwesten die Kernstadt von Neustadt, im Westen bzw. Nordwesten die Neustadter Stadtteile Gimmeldingen und Königsbach, im Norden die Stadt Deidesheim, im Nordosten die Ortsgemeinde Meckenheim, im Osten die verbandsfreie Gemeinde Haßloch und im Süden der Stadtteil Lachen-Speyerdorf.

### Gewässer
Der Ortsname stammt vom knapp 12 km langen Mußbach. Dieser fließt, aus dem Pfälzerwald kommend, zunächst durch Gimmeldingen, dann durch Mußbach und mündet schließlich 2 km südöstlich der Wohnbebauung von links in den Rehbach, den nördlichen Mündungsarm des Speyerbachs.
Im Mittelalter und bis weit in die Neuzeit wurden mit dem Wasser des Mußbachs zwölf Mühlen betrieben, davon zwei in Mußbach. Alle Standorte sind heute über einen Mühlenwanderweg verbunden. Im 19. und bis in die zweite Hälfte des 20. Jahrhunderts wurde der Bach als Abwasserkanal benutzt. Mittlerweile ist er teilweise offengelegt und renaturiert, teilweise aber auch noch verrohrt.
Bis in die 1960er Jahre diente das Wasser des Bachs, durch Kieselsteine in großen Betonbecken mechanisch geklärt, zur Befüllung des Mußbacher Freibads.
1 km östlich der Wohnbebauung erstreckt sich in West-Ost-Richtung der Mußbacher Baggerweiher (⊙). Er ist rund 500 m lang und 150 m breit, seine Wasserfläche bedeckt 7,5 Hektar.

### Klima

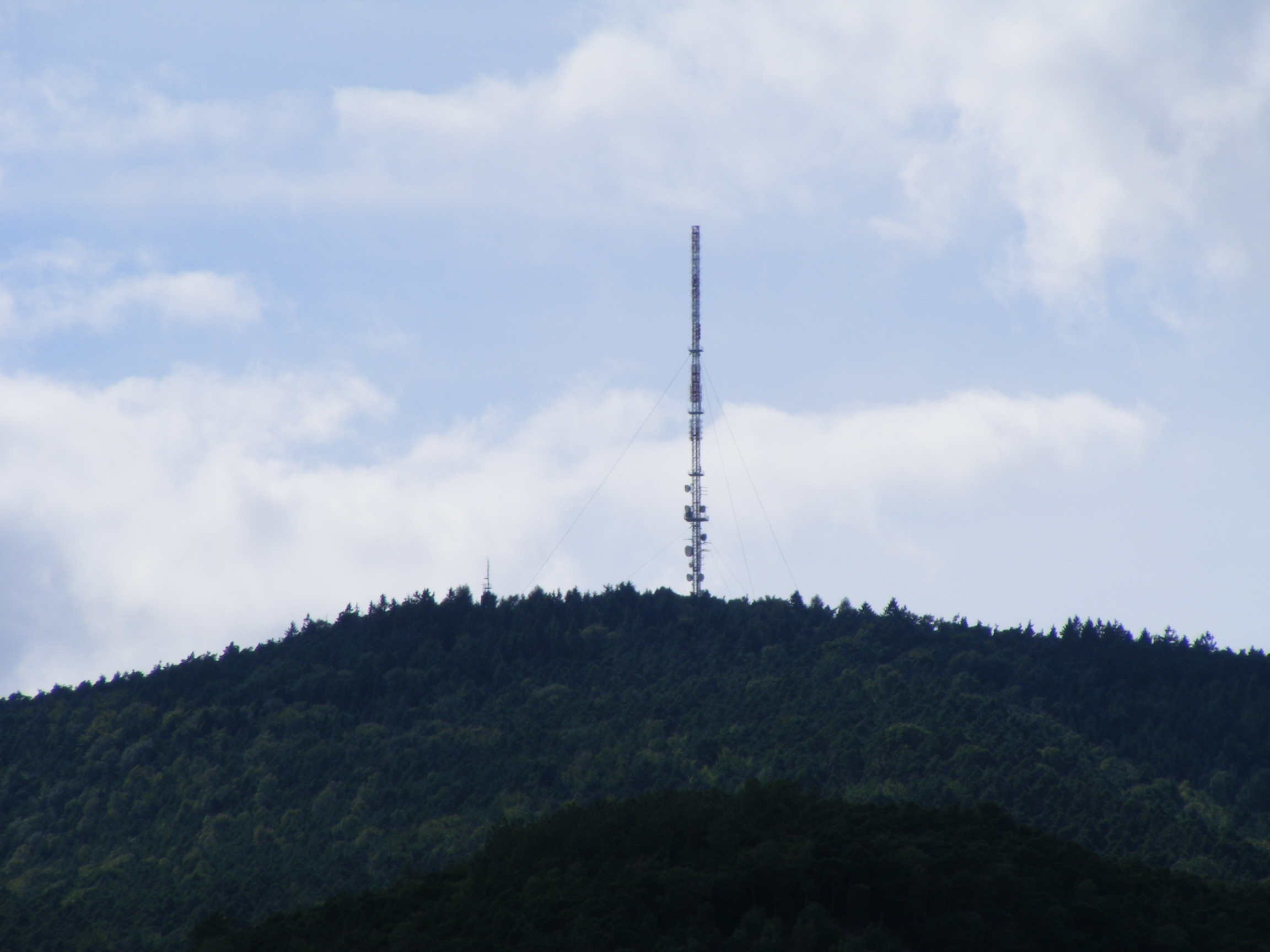
Das Weinbiet westlich von Mußbach

Die Lage des Ortes am Rand der Vorderpfalz, die Teil der von Mittelgebirgen umgebenen Rheinebene ist, bedingt ein mildes Klima. Die Temperaturen betragen im Jahresmittel etwa 10 °C, im Winter 0 °C und im Sommer 20 °C. Im Lee des 554 m hohen Weinbiets, das zum Ostrand des Pfälzerwalds gehört, beläuft sich der durchschnittliche Jahresniederschlag auf unter 500 mm; damit liegt Mußbach in einer der niederschlagsärmsten Gegenden Deutschlands.

## Geschichte
Einen Überblick bietet eine Zeittafel des Weindorfs. Wichtige Epochen und Ereignisse sind nachfolgend aufgeführt.

### Mittelalter
Um das Jahr 780 wurde der Ort erstmals als Muosbach im Inventar des Klosters Fulda erwähnt. Der mittelhochdeutsche Ausdruck für den Wasserlauf und danach auch für den Ort bedeutet so viel wie „moosiger Bach“ im Sinne von „sumpfig“; naturbelassene Wasserläufe mäandrierten damals und bewirkten in der Umgebung einen hohen Grundwasserspiegel.
Im Jahr 985 gehörte auch Mußbach zu den Gemeinden, die dem Kloster Weißenburg beim sogenannten Salischen Kirchenraub verlustig gingen.

### 18. und 19. Jahrhundert

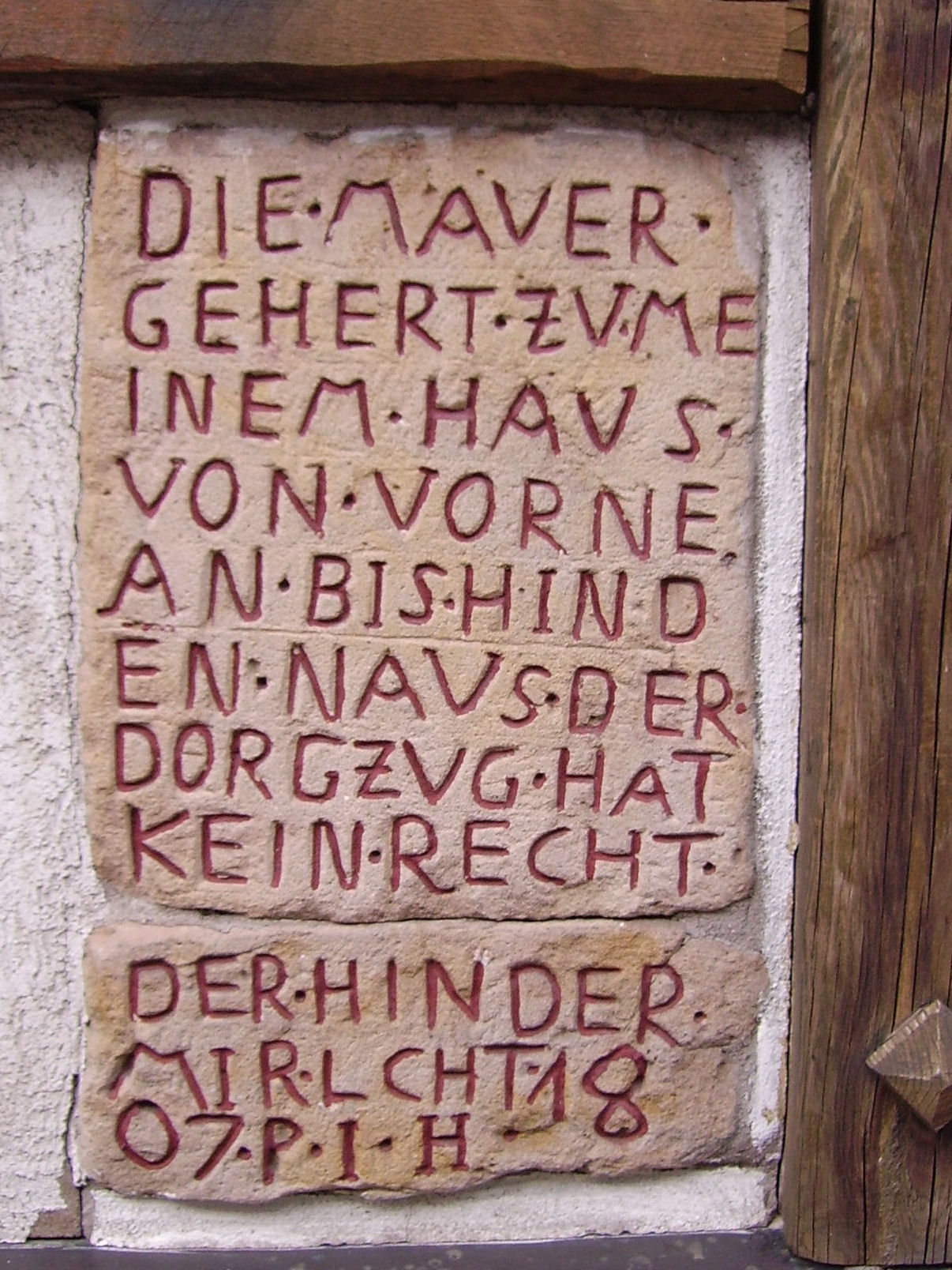
Durchgangsverbot (1807)

Bis Ende des 18. Jahrhunderts gehörte der Ort zur Kurpfalz. Von 1798 bis 1814, als die Pfalz Teil der Französischen Republik (bis 1804) und anschließend Teil des Napoleonischen Kaiserreichs war, war Musbach – so die damalige Schreibweise – in den Kanton Neustadt (Donnersberg) eingegliedert und besaß eine eigene Mairie. 1815 wurde der Ort Österreich zugeschlagen. Bereits ein Jahr später wechselte der Ort wie die gesamte Pfalz in das Königreich Bayern. Von 1817 bis 1862 gehörte die Gemeinde dem Landkommissariat Neustadt an; aus diesem ging das Bezirksamt Neustadt hervor.

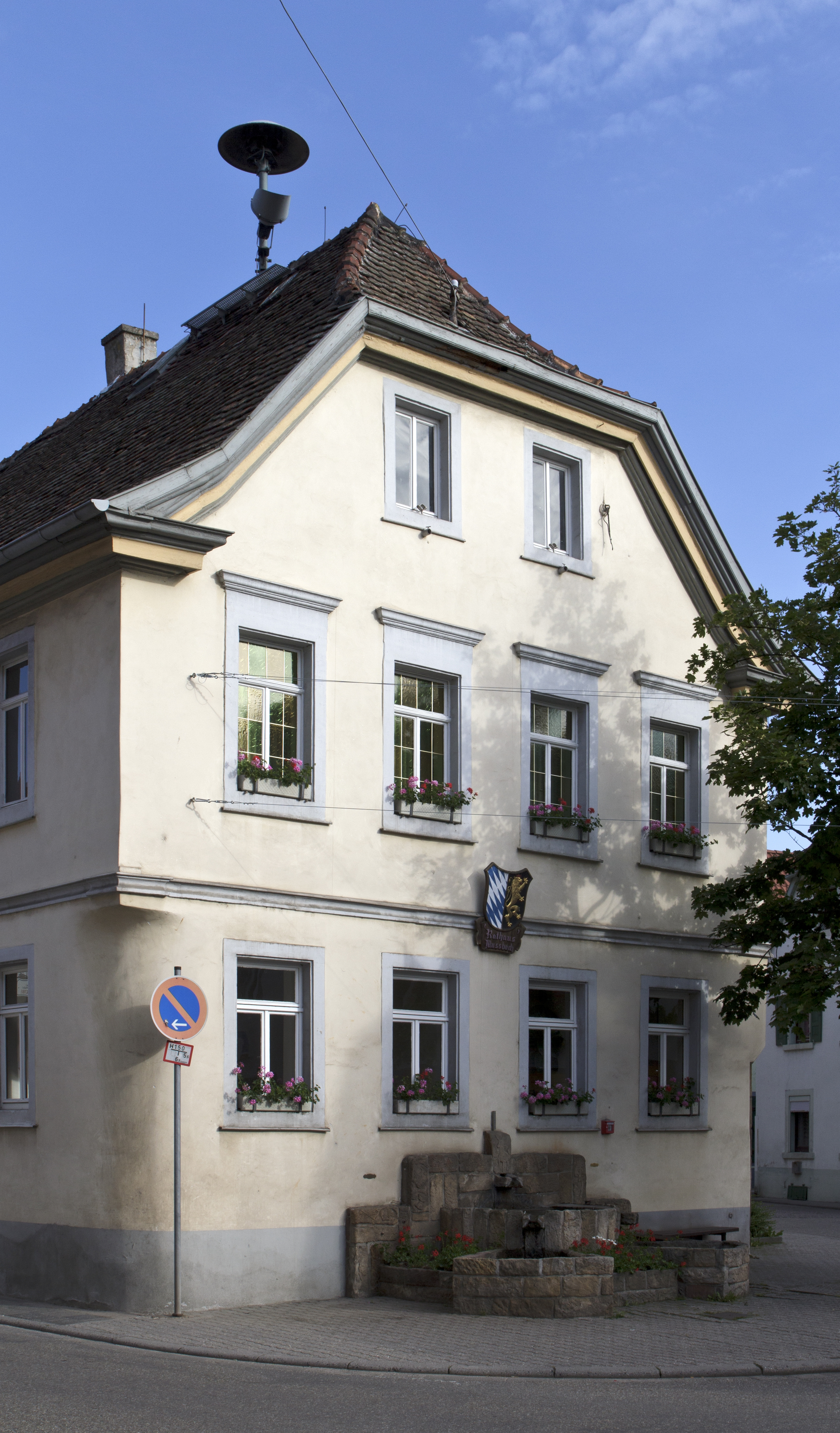
Früheres Rathaus, heute Sitz der Ortsverwaltung

Mußbach wuchs schon im 19. Jahrhundert mit dem westlichen Nachbarort Gimmeldingen zusammen und besaß mit ihm eine auf 500 m gemeinsame Straße, die eine ungewöhnliche Grenze bildete: Die Häuser auf der Nordseite gehörten als Mußbacher Straße zu Gimmeldingen, die auf der Südseite als Gimmeldinger Straße zu Mußbach. Die Straßenfläche lag vollständig auf der Gemarkung Mußbachs, das die Straße auch zu unterhalten hatte. Seit beide Orte nach Neustadt eingemeindet wurden, heißt die gemeinsame Ader einheitlich Kurpfalzstraße, die unsichtbaren Gemarkungsgrenzen existieren allerdings weiterhin.

### 20. Jahrhundert
Ab 1939 war Mußbach Bestandteil des Landkreises Neustadt an der Weinstraße. Nach dem Zweiten Weltkrieg wurde der Ort innerhalb der französischen Besatzungszone Teil des Regierungsbezirks Pfalz im damals neu gebildeten Land Rheinland-Pfalz. Im Zuge der ersten rheinland-pfälzischen Verwaltungsreform wurde Mußbach am 7. Juni 1969 in die kreisfreie Stadt Neustadt an der Weinstraße eingemeindet.

## Bevölkerung

### Bevölkerungsentwicklung
Mußbach ist heute als Wohnvorort von Neustadt von Bedeutung. 1815 hatte es 1.400 Einwohner, zur Zeit der Eingemeindung 1969 etwa 3.500 Einwohner. Aufgrund der Ausweitung der Wohnbebauung vor allem nach Südosten stieg die Zahl allmählich auf über 4.000. Im Jahr 2008 hatte sie mit 4.255 Einwohnern ihren Höchststand. Im Juni 2011 hatte Mußbach 4.063, im Jahr 2019 3.986 Einwohner.

### Religion
Christentum
Im Ortszentrum liegt die in hochgotischem Stil erbaute alte Johanneskirche. Ihr Chor überstand während des Dreißigjährigen Krieges eine Feuersbrunst, als 1621 Truppen des spanischen Generals Córdoba den Ort verwüsteten; das Kirchenschiff brannte aus und wurde später – etwas niedriger als vorher – neu errichtet. Bereits 1689, als während des Pfälzischen Erbfolgekrieges französische Truppen die Pfalz verheerten, wurde die Johanneskirche erneut schwer durch Feuer beschädigt; anschließend wurde sie mehrmals teilrestauriert. 1707 wurde zwischen dem Chor und dem Schiff eine Trennwand eingebaut; der Chor wurde den Katholiken, das Schiff den Protestanten zugeteilt.
Der katholische Kirchenteil wird seit einem gleichnamigen Neubau 1959 nicht mehr genutzt und wurde im Lauf der Zeit sehr renovierungsbedürftig. Mittlerweile gehört das gesamte Gotteshaus der Evangelischen Kirche, die um eine einheitliche Restaurierung bemüht ist.
Seit Dezember 2004 fehlte der neuen Johanneskirche, die 1959 als Rundbau am Südostrand des ausgedehnten Herrenhof-Areals errichtet wurde, der ursprünglich 30 m hohe Turm. Dieser musste, nur 45 Jahre nach Fertigstellung, wegen Baufälligkeit abgebrochen werden, weil der Beton den Schwingungen der vier Glocken nicht standgehalten hatte und brüchig geworden war. Der Turm wurde 2015 als 17 m hohe Stahlkonstruktion neu errichtet und trägt nun zwei Bronzeglocken. Diese hatten kurz vor ihrer Aufhängung Schlagzeilen gemacht, als sie vor den Augen von zahlreichen Bauarbeitern durch zwei Diebe entwendet wurden; nach einem halben Monat wurden die Glocken unversehrt aufgefunden.
Judentum
Vor Ort existierte einst eine jüdische Gemeinde, die seinerzeit zum Bezirksrabbinat Dürkheim–Frankenthal gehörte. Am 22. Oktober 1940 wurden mit einer einzigen Ausnahme alle in Mußbach lebenden Juden im Zuge der Wagner-Bürckel-Aktion nach Südfrankreich deportiert; wer die Deportation überlebt hatte, starb 1942 im Konzentrationslager.

## Politik

### Ortsvorsteher
Roland Ipach (FWG) wurde am 2. Juli 2024 Ortsvorsteher von Mußbach. Bei einer Stichwahl am 23. Juni hatte er sich mit einem Stimmenanteil von 55,9 % gegen eine SPD-Mitbewerberin durchgesetzt, nachdem bei der Direktwahl am 9. Juni keiner der ursprünglich drei Bewerber eine ausreichende Mehrheit erreicht hatte.
Ipachs Vorgänger Dirk Herber (CDU), der seit  der Landtagswahl 2016 das Direktmandat für den Wahlkreis 42 (Neustadt an der Weinstraße) innehat, war seit 2014 Ortsvorsteher und kandidierte 2024 nicht erneut für dieses Amt.

### Ortsbeirat
Bei der Kommunalwahl am 9. Juni 2024 verlor die CDU einen Sitz und ist nun gleichauf mit der FWG, die ebenfalls fünf Sitze innehat. Die SPD gewann einen Sitz hinzu und verfügt nun wieder über drei, auf die Grünen entfallen weiterhin zwei. Für weitere Informationen siehe die Ergebnisse der Kommunalwahlen in Neustadt an der Weinstraße.

### Wappen
| Wappen von Mußbach an der Weinstraße | Blasonierung: „Gespalten, rechts von Silber und Blau gerautet, links in Schwarz ein linksgewendeter rotbewehrter, -bezungter und -bekrönter goldener Löwe.“ |
| Wappen von Mußbach an der Weinstraße | Wappenbegründung: Die beiden im Wappen enthaltenen Motive verweisen auf die bis 1798 bestehende Zugehörigkeit zur Kurpfalz.                                 |

## Sehenswürdigkeiten und Kultur

### Bauwerke
Kulturdenkmäler 
Das Johanniterviertel und der Ortskern sind als Denkmalzonen ausgewiesen.
Hinzu kommen zahlreiche Einzeldenkmäler, darunter folgende Objekte:

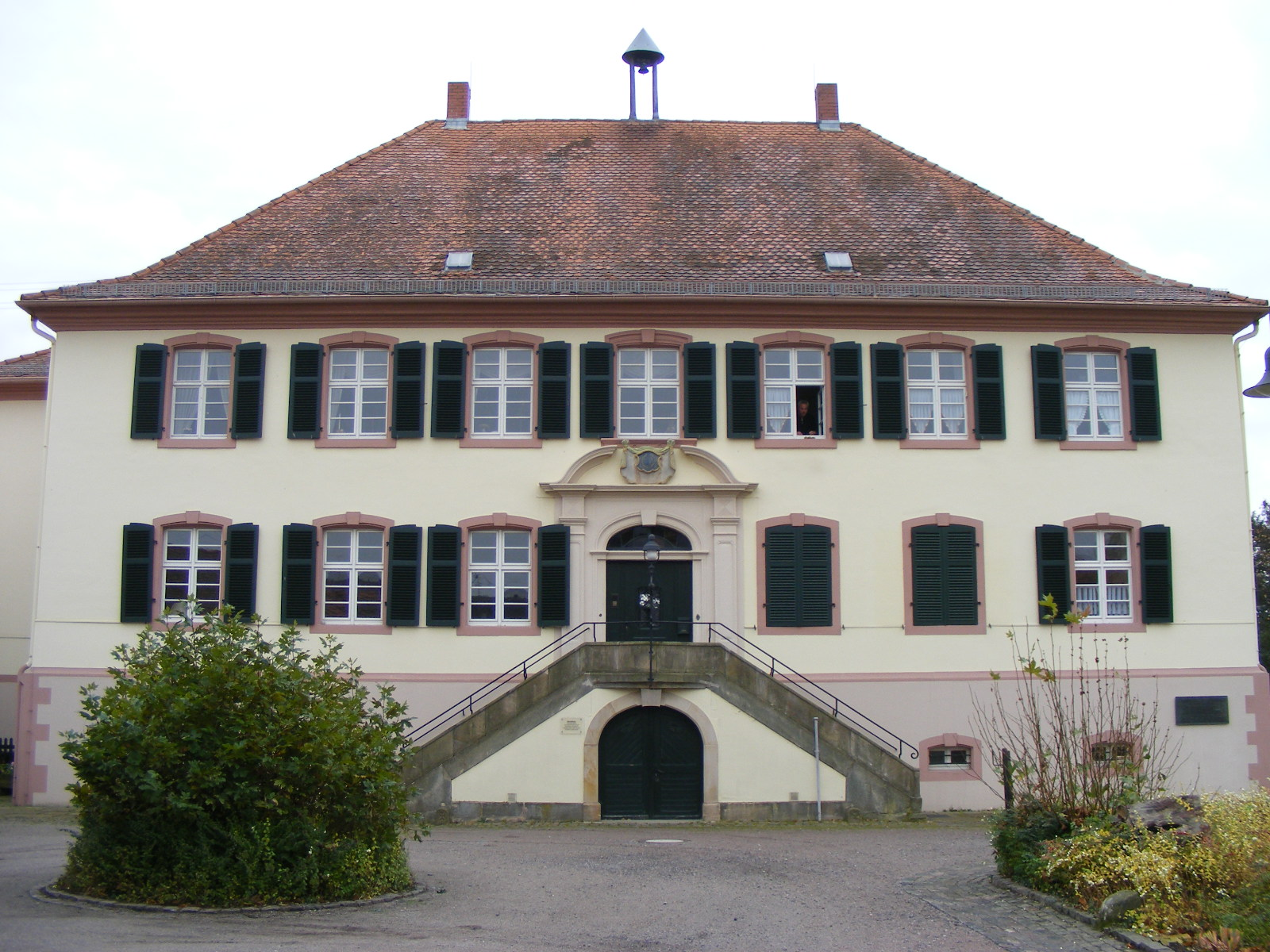
Herrenhof: barockes Herrenhaus
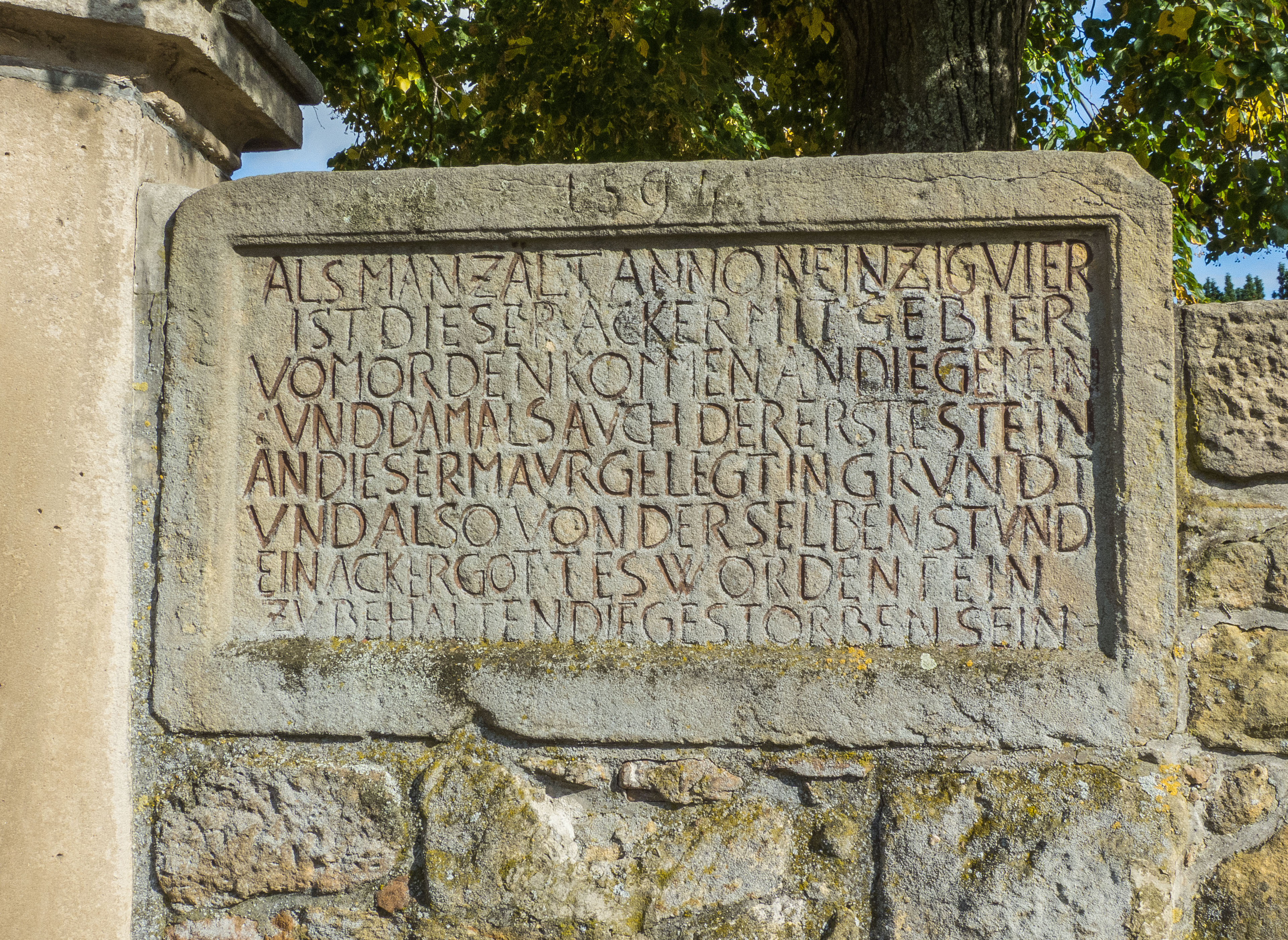
Inschriftenstein von 1594 in der Friedhofsmauer
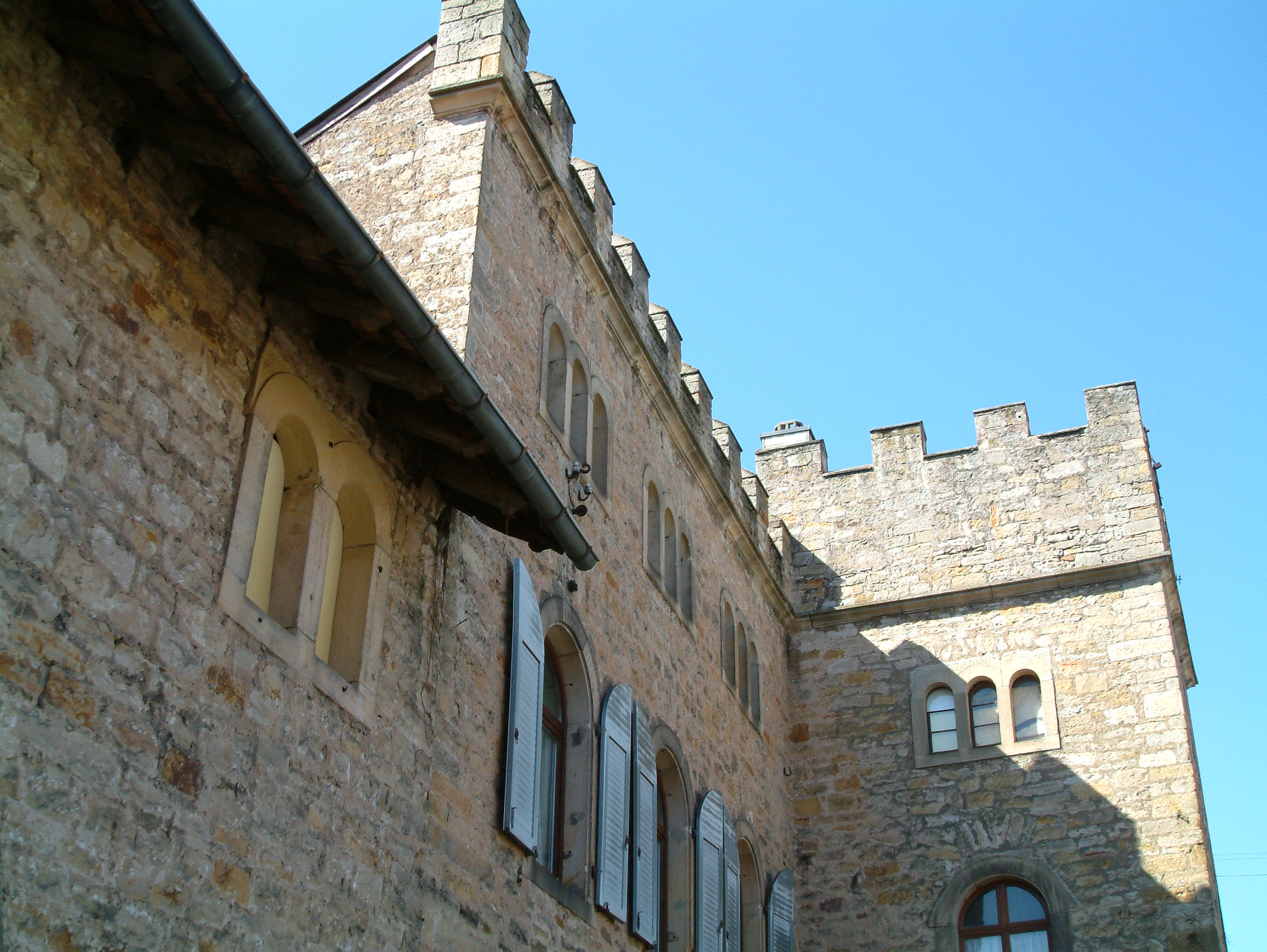
Weißes Haus: mittelalterlicher Trakt
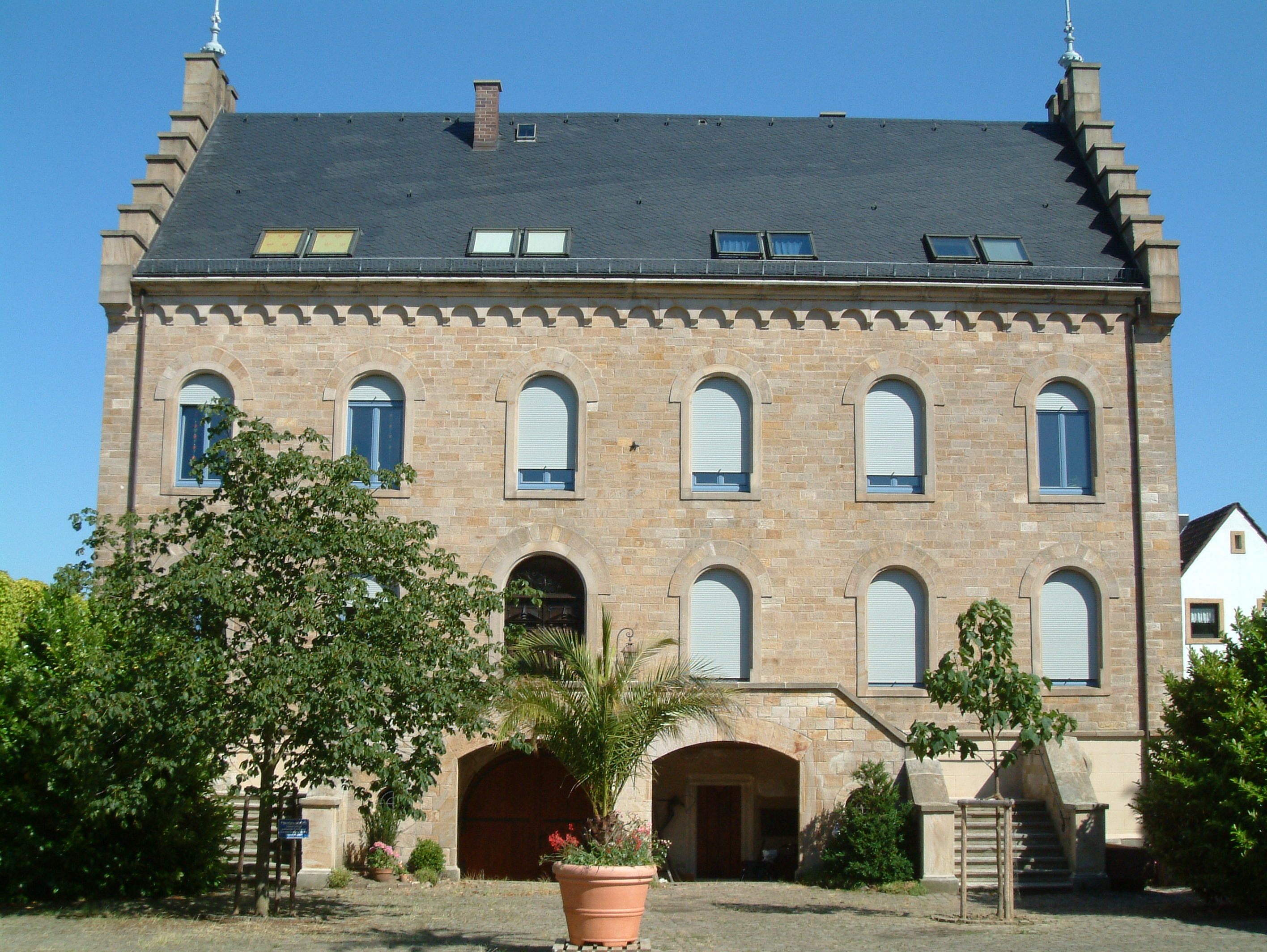
Weißes Haus: gründerzeitliches Haupthaus
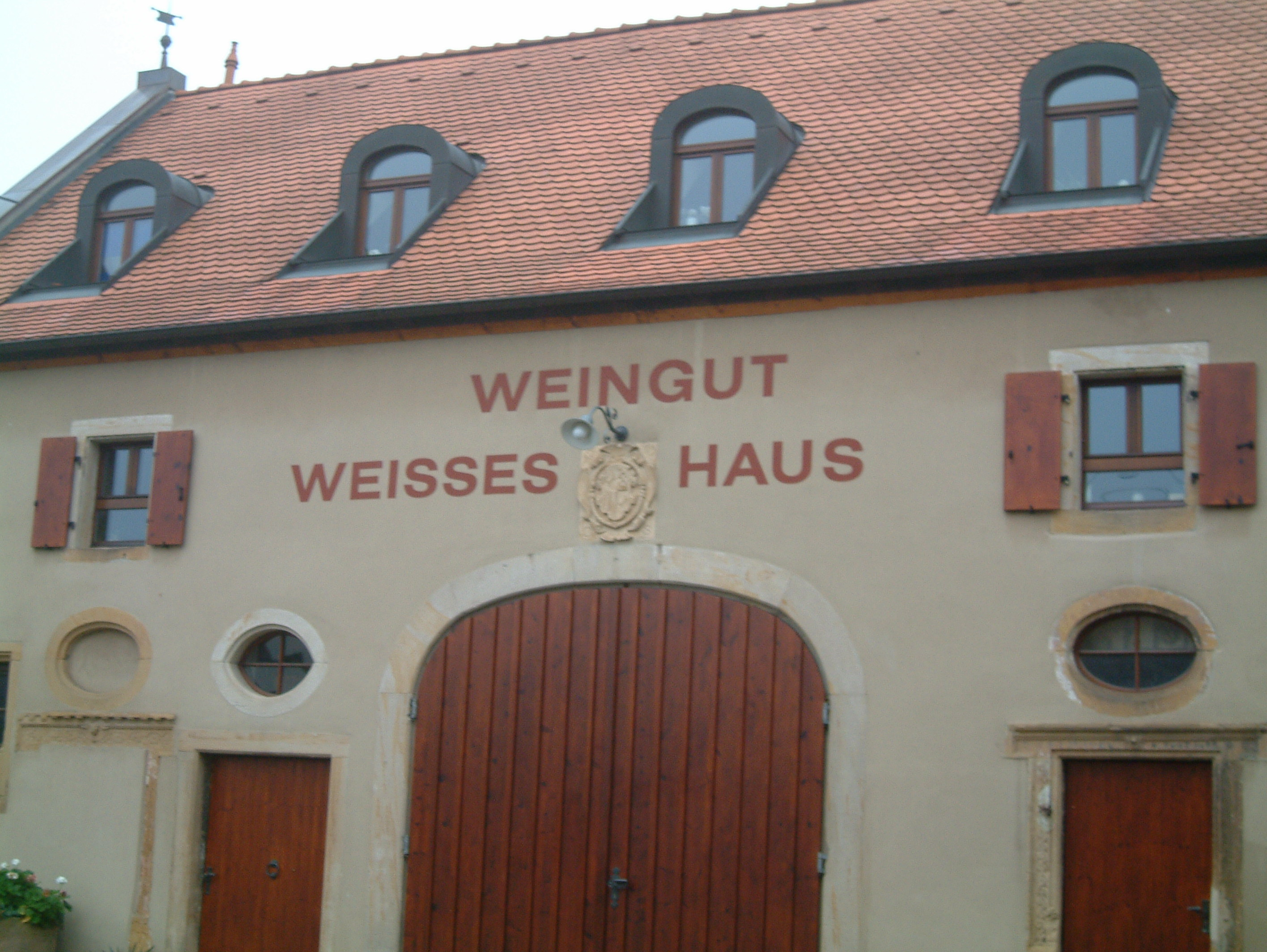
Weißes Haus: ehemalige Scheune
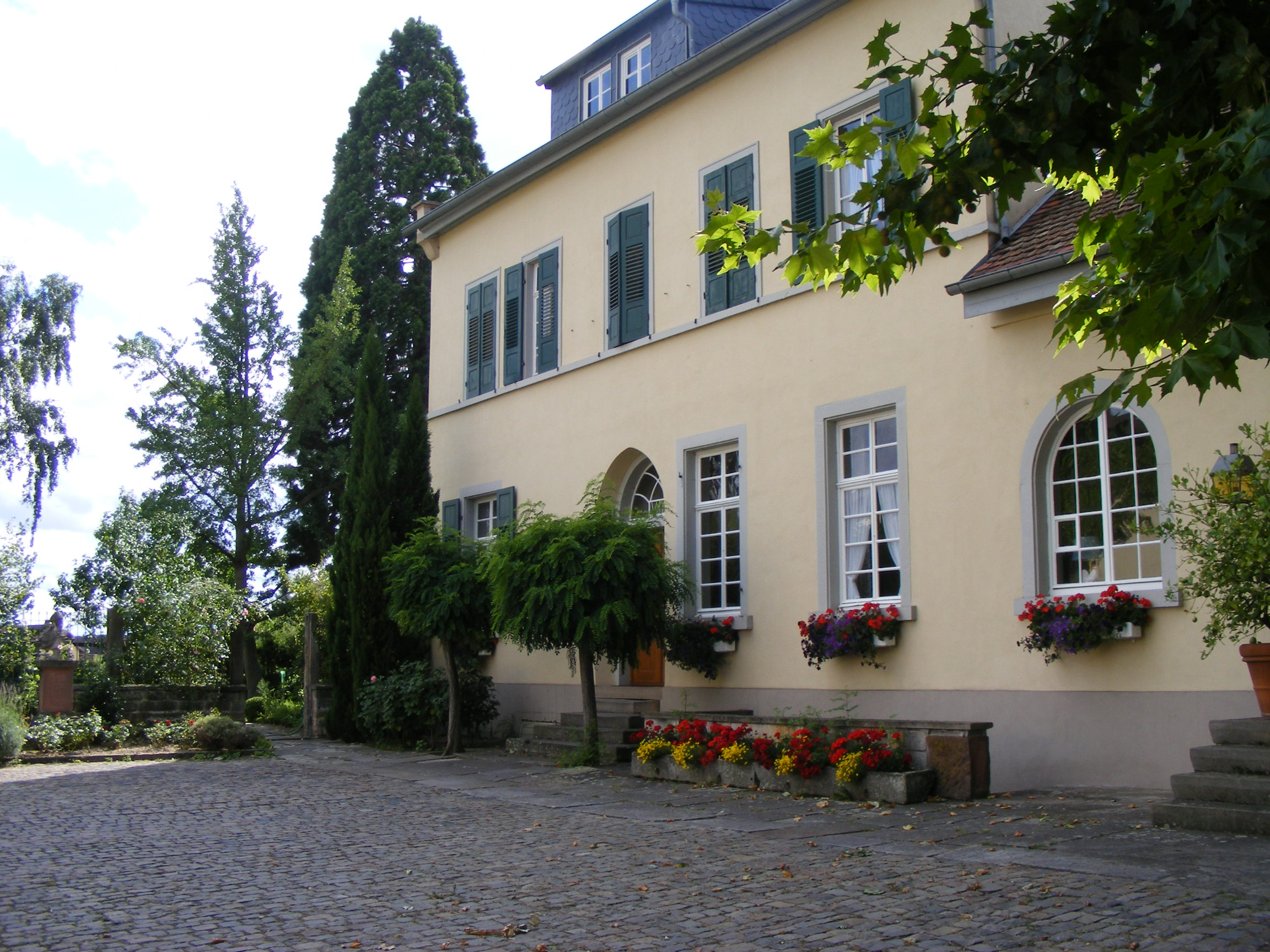
Carl-Theodor-Hof: barockes Herrenhaus
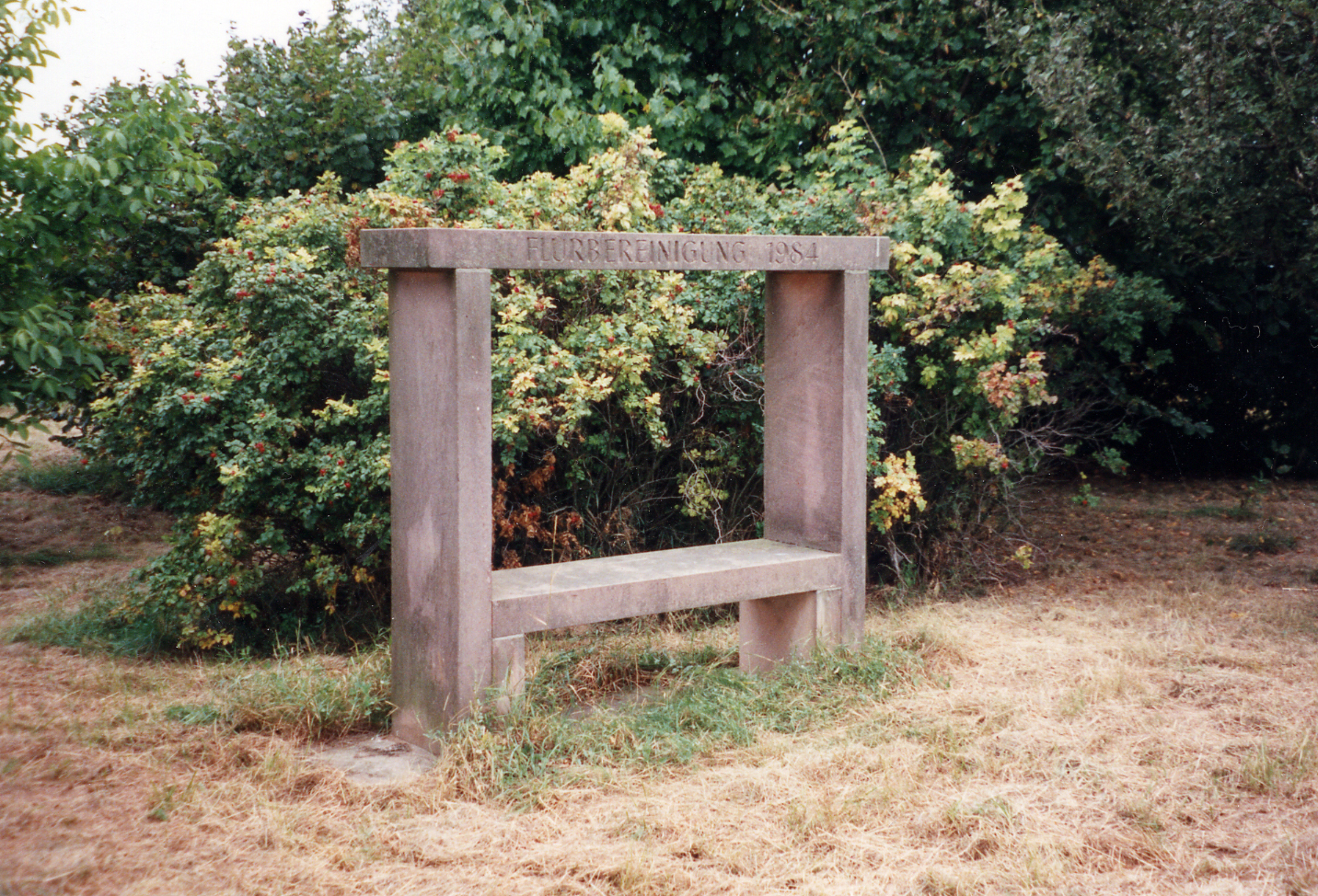
Napoleonsbank
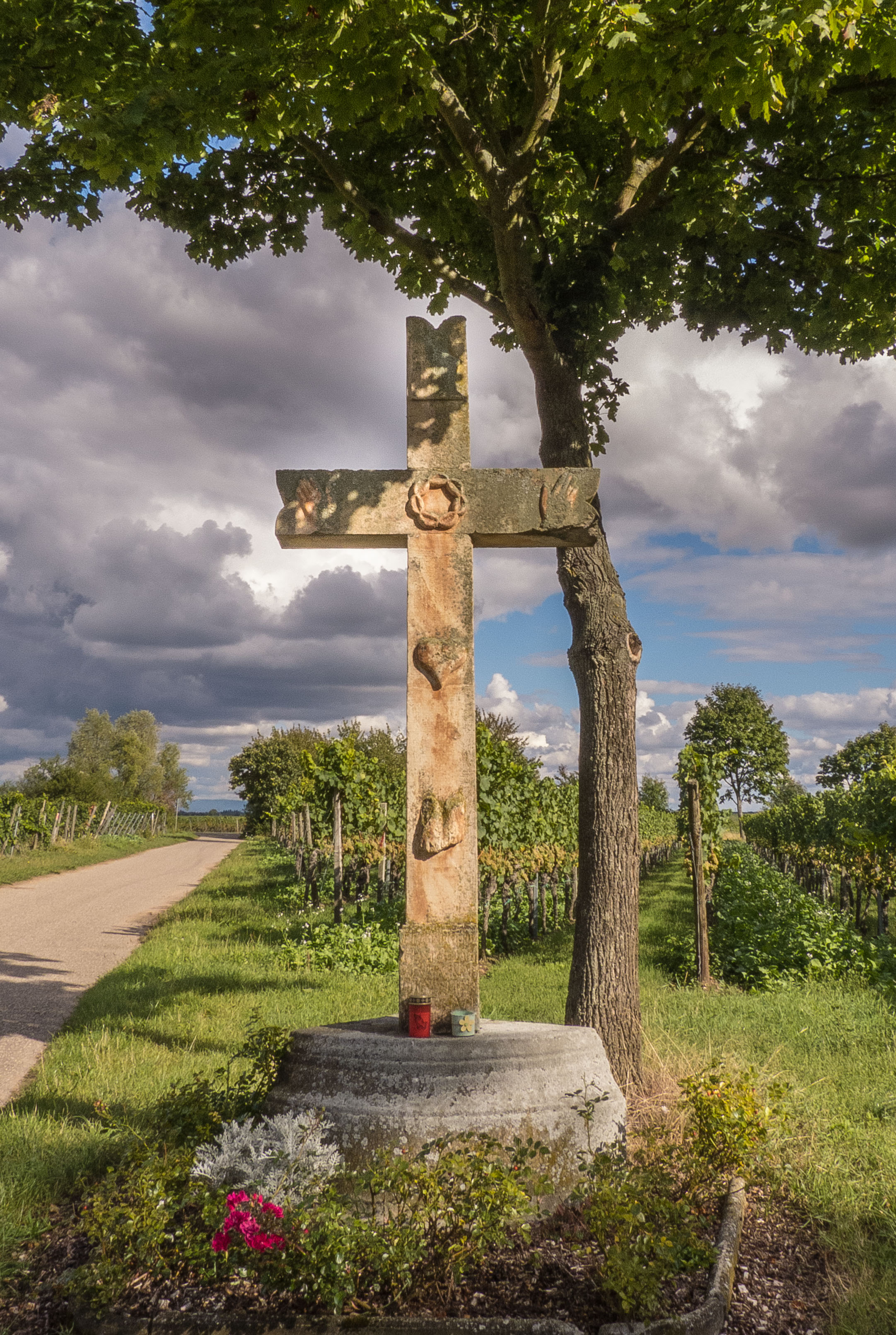
Wegekreuz

Die alte Johanneskirche gehörte ursprünglich zum benachbarten Herrenhof (An der Eselshaut 18). Dieser stellt eine weitläufige Hofgutanlage dar, die einst dem Johanniterorden gehörte, dessen katholisch gebliebener Teil sich später in Malteserorden umbenannte. Das Hofgut lässt sich bis ins 7. Jahrhundert zurückverfolgen; damit ist der Herrenhof das älteste Weingut der Pfalz, das bis heute ununterbrochen betrieben wurde, und möglicherweise auch der älteste derartige Betrieb in ganz Deutschland. Mit seinen zahlreichen repräsentativen Räumen und seinem riesigen gepflasterten Innenhof dient das ausgezeichnet restaurierte Ensemble der Stadt und dem Ortsteil als Kulisse für Kultur- und Festveranstaltungen und ermöglicht große Kunstausstellungen. In einem der Gebäude befindet sich das Weinbaumuseum Getreidekasten.
Das Weiße Haus (Kurpfalzstraße 77–79) besteht aus einem sehr großen gründerzeitlichen Haupthaus von 1890 am östlichen Rand einer viel älteren burgartigen Anlage, die um einen großen gepflasterten Innenhof herum gruppiert ist und auf den mittelalterlichen Ritter Erhardt von Rammingen zurückgeht. Von ihm, der aus einem württembergischen Adelsgeschlecht stammte, kündet noch ein schlecht erhaltenes Wappen aus dem Jahr 1600 an der wuchtigen und mit Zinnen versehenen Mauer.
Der 1709 im Barockstil erbaute Carl-Theodor-Hof (Kurpfalzstraße 99) ist das letzte Anwesen auf Mußbacher Gemarkung an der Grenze zu Gimmeldingen. Die Anlage erhielt erst nachträglich den Namen des Kurfürsten (1724–1799). Das Hauptgebäude ist ein imposantes quaderförmiges Herrenhaus.
600 m nordöstlich der Wohnbebauung wurde in einer kleinen Grünanlage nahe der Landesstraße 519 die Nachbildung einer Napoleonsbank aufgestellt, die nach dem französischen König Napoleon III. benannt und 1984 bezeichnet ist. Auf Mußbacher Feldgemarkung, aber 2 km nördlich des Siedlungsgebiets, steht nahe der Landesstraße 516, die nach Deidesheim führt, ein Wegekreuz, das 1827 bezeichnet ist.
Sonstige Bauwerke
Die Eselsburg (Kurpfalzstraße 62) entstand aus einem historischen Winzerhaus, das der Künstler Fritz Wiedemann (1920–1987) ab 1964 in dreijähriger Arbeit restauriert und zu einer Weinstube mit Innenhof umgestaltet hat. Überall, auch an der Außenfassade, hat Wiedemann skurrile Steinskulpturen installiert. Eine Dauerausstellung zeigt Bilder und Plastiken des Künstlers.

### Sprache
Umgangssprachlich wird in Mußbach die haardtgebirgische Variante (52-ACB-dfb) des Vorderpfälzischen gesprochen, das zu den pfälzischen Dialekten gehört. Die lokale Sprache dokumentiert seit den 1980er Jahren der 1947 im Ort geborene Pfälzer Mundartdichter Albert H. Keil, mehrmaliger Literaturpreisträger und Gewinner von Mundartwettbewerben.

### Feste
Wegen der Weinbau-Tradition sind auch die Dorffeste vom Wein geprägt. Drei größere Veranstaltungen finden im Laufe des Jahres regelmäßig statt:
Eselshautfest
Das sechstägige Eselshautfest findet im Juni/Juli an zwei Wochenenden statt. In den 1970er Jahren ins Leben gerufen, wird es mittlerweile zu den großen pfälzischen Weinfesten gezählt, die überregionale Ausstrahlung besitzen. Der Name stammt von der Weinlage Eselshaut, das Veranstaltungsgelände liegt innerhalb des seit mehr als 1300 Jahren ununterbrochen als Weingut betriebenen Herrenhofs.

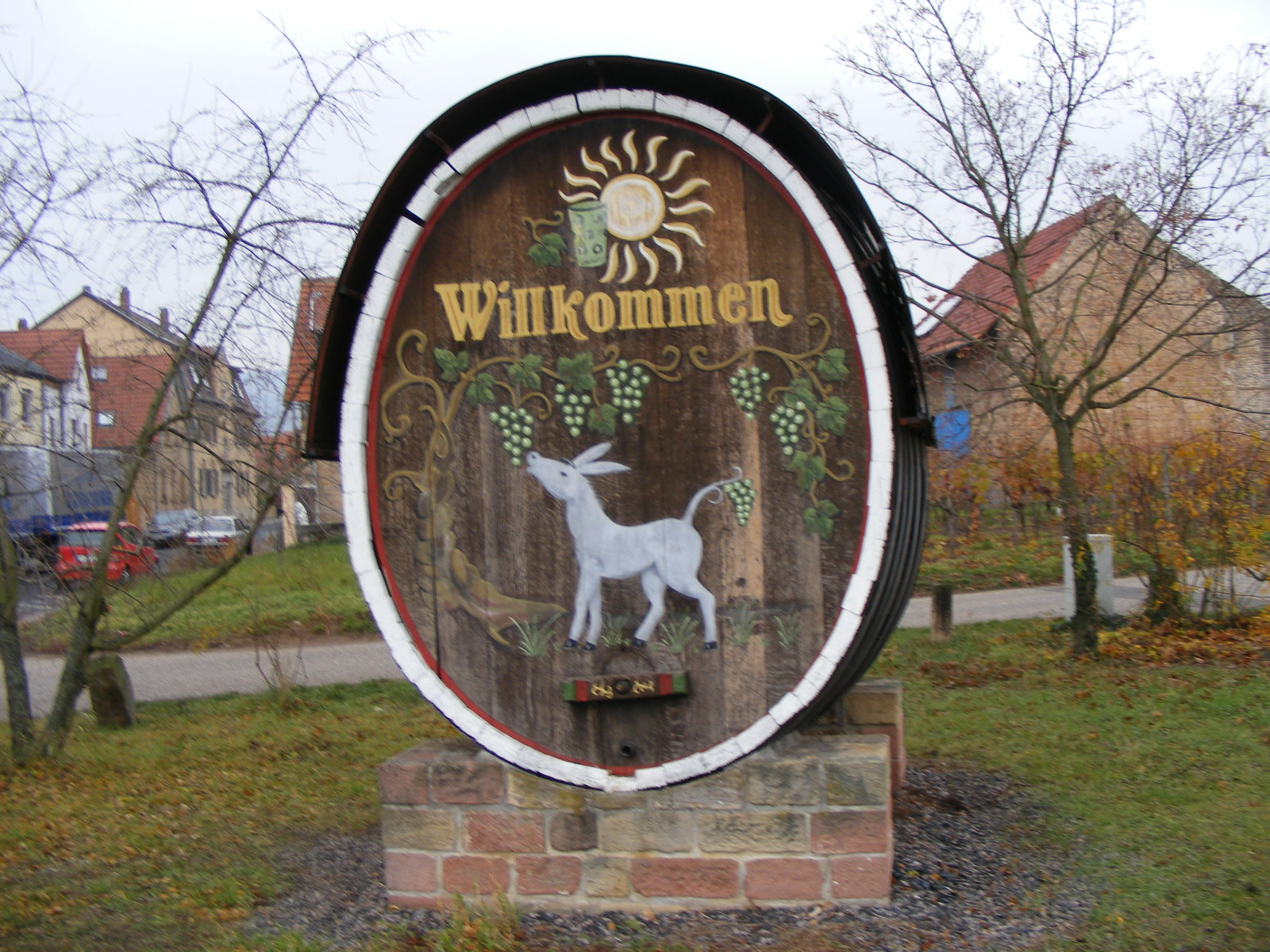
Eselsdarstellung am östlichen Ortseingang
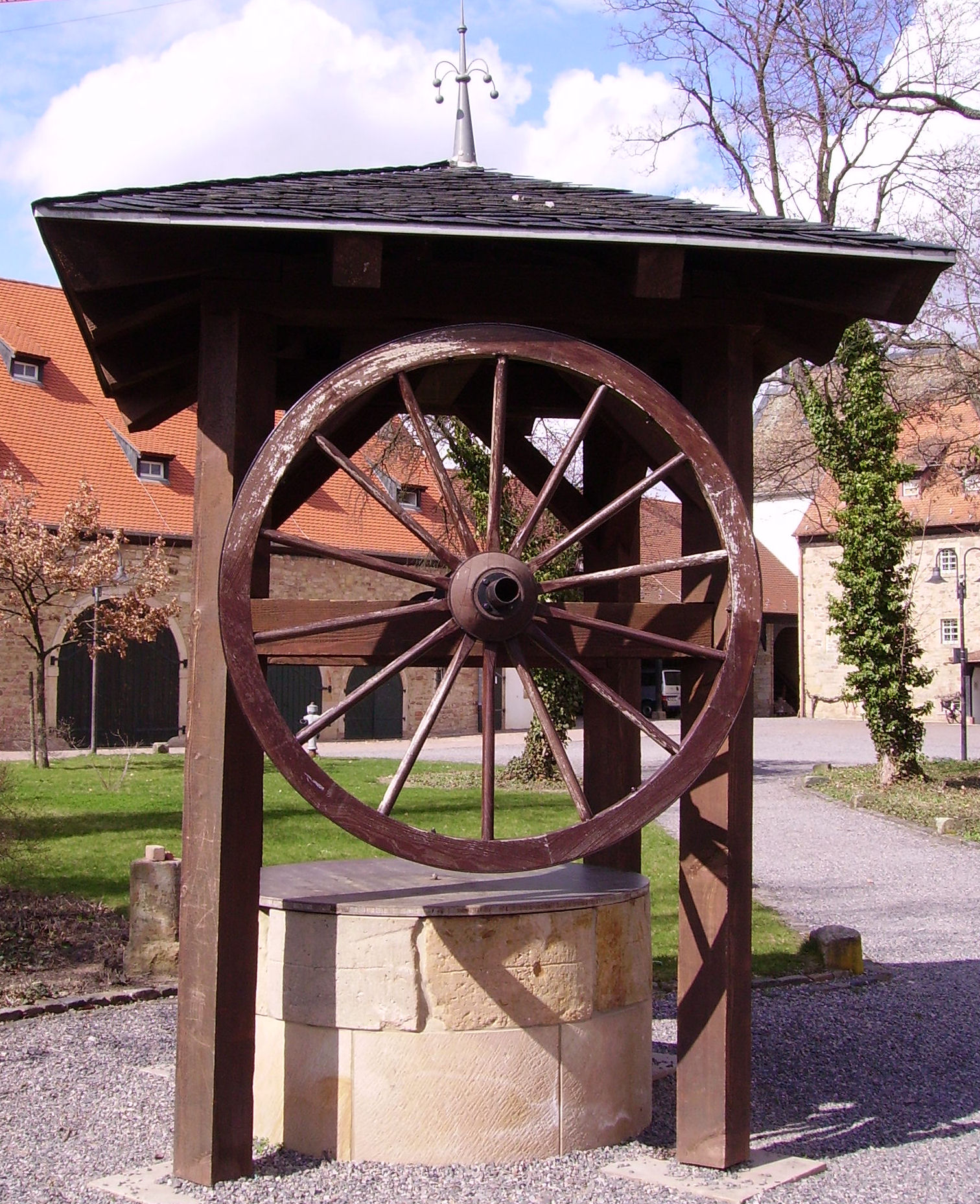
Mittelalterlicher Brunnen inmitten des Herrenhofs
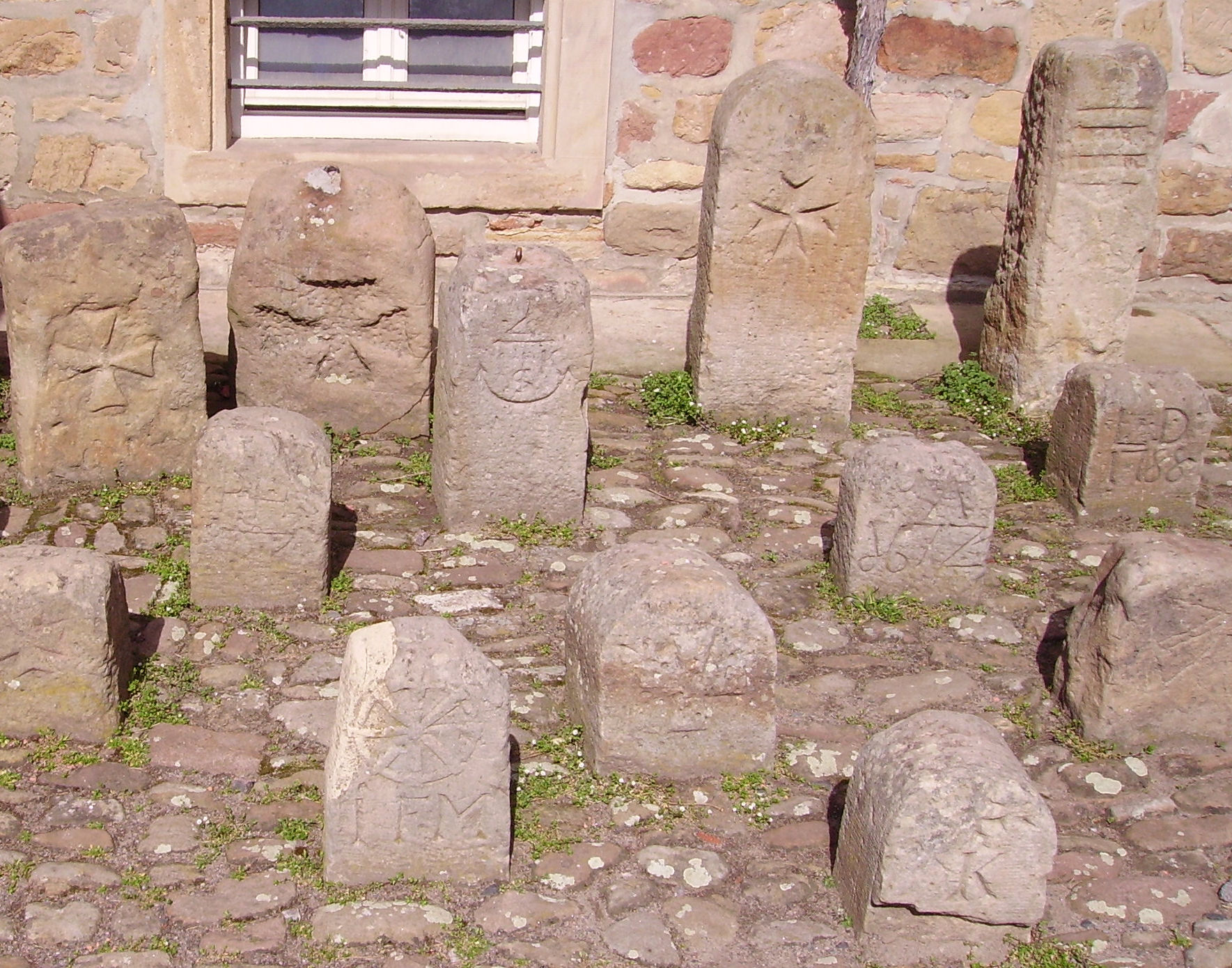
Historische Grenzsteine, gesammelt im Herrenhof
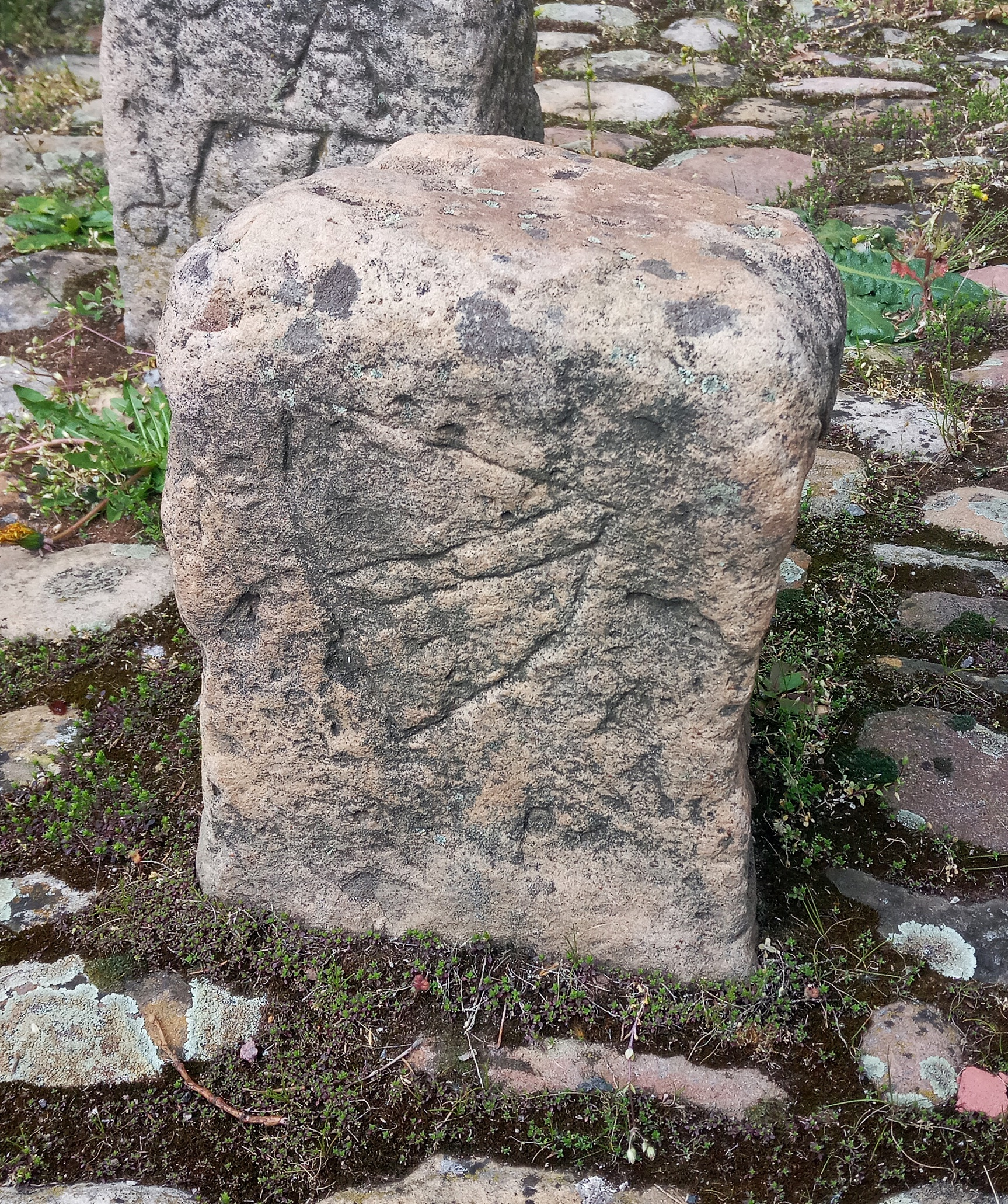
Grenzstein mit Wappen des Geschlechts von Mussbach

Fest beim Neuen Wein
Das Fest beim Neuen Wein findet seit Anfang der 1980er Jahre am Kelterhaus der Weinbiet Manufaktur statt. Ab dem Beginn der Traubenlese Ende August dauert das Fest mit täglicher Öffnung bis Anfang November. Deshalb wird es scherzhaft als das „längste Weinfest der Welt“ beworben.
Johanneskerwe
Die längste Festtradition besitzt die Johanneskerwe, die am ersten Wochenende im August stattfindet.

### Sport
Sportanlagen
Am südwestlichen Ortsrand besitzt Mußbach ein großes beheizbares Freibad, dem leichtathletische Sportanlagen angeschlossen sind. Im Südosten des Ortes befindet sich ein Fußballplatz. Im Nordosten der Gemarkung liegt inmitten der Weinberge am Provenceplatz – wo auch eine Eselsskulptur steht – eine kleine Boulebahn.
Sportvereine
Die SG 1946 Mußbach befasst sich bevorzugt mit Fußball, der TV Mußbach 1860 mit Leichtathletik. Bundesweit bekannt wurde der TV Mußbach durch den Mußbach Triathlon, den er seit Beginn der 1990er Jahre veranstaltet und der Teil des Triathlon-Cups Rhein-Neckar ist. Die Radstrecke dieses Wettbewerbs führt auf den höchsten Berg des Pfälzerwalds, die 673 m hohe Kalmit.

## Wirtschaft und Infrastruktur

### Landwirtschaft

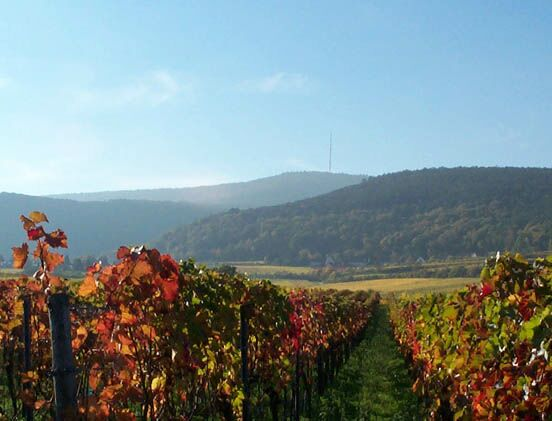
Weinberge vor der Kulisse des Weinbiets

Hauptzweig der Landwirtschaft ist der Weinbau, da die günstigen klimatischen Verhältnisse die Produktion hochwertiger Weine ermöglichen. Entsprechend gehört Mußbach zum Weinanbaugebiet Pfalz. Bekannteste Einzellage ist die Mußbacher Eselshaut mit den Sublagen Beim Steinernen Bild, Am Rothenstein und Dreißig Morgen. Der Ort verdankt ihr den Esel als Maskottchen. Weitere Mußbacher Weinlagen sind der Bischofsweg, der Glockenzehnt, der Johannitergarten, der Kurfürst und der Spiegel. Außer Weintrauben reifen im Freiland auch Mandeln, Esskastanien, Feigen und Zitrusfrüchte, Spargel wird ebenfalls angebaut.

### Unternehmen

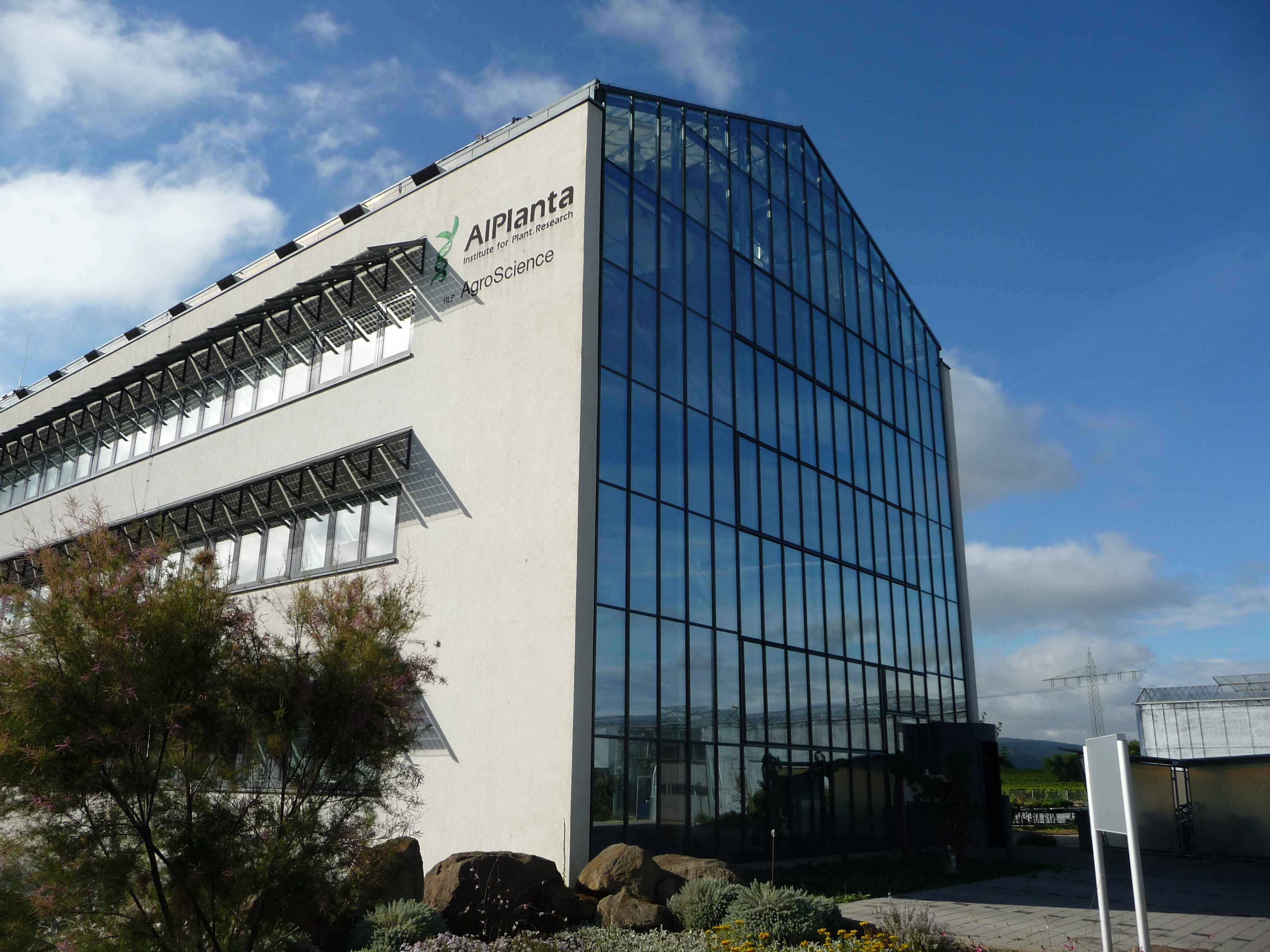
Auf dem Gelände des DLR Rheinpfalz: die AgroScience GmbH

Am Ostrand von Mußbach hat seit 1979 das Dienstleistungszentrum Ländlicher Raum Rheinpfalz (DLR Rheinpfalz) seinen Sitz, das bis 2004 unter dem Namen „Staatliche Lehr- und Forschungsanstalt für Landwirtschaft, Wein- und Gartenbau“ bekannt war. Das DLR ist Schulstandort für die Berufs- und Fachschule im Obst- und Weinbau für die Pfalz, in der im Jahr 2014/15 681 Schüler unterrichtet wurden. Seit 2009 hat der neu gegründete duale Studiengang Weinbau und Oenologie Rheinland-Pfalz im DLR seinen Campus. 2015 waren hier etwa 200 Studierende eingeschrieben. Weitere Schwerpunkte sind die staatliche Beratung im Wein- und Obstbau, die Landentwicklung und Ländliche Bodenordnung sowie das Versuchswesen. Das Kompetenzzentrum Weinforschung am DLR koordiniert die landesweite Forschung in der Önologie. Auf dem Gelände arbeitet zudem die RLP AgroScience GmbH. Das DLR ist der größte Arbeitgeber in Mußbach.
In der Ortsmitte von Mußbach liegt die Weinbiet Manufaktur. Sie entstand im Jahr 1968 durch die Fusion von Winzerverein und Winzergenossenschaft; 1972 bzw. 2002 schlossen sich die Winzergenossenschaften der Ortsteile Gimmeldingen und Haardt an. Die Umfirmierung zur Weinbiet Manufaktur erfolgte 2018.
Zwei Banken, die VR Bank Mittelhaardt und die Sparkasse Rhein-Haardt, unterhalten vor Ort jeweils eine Filiale.
Früher gab es in Mußbach zwei Mühlen, nämlich eine Krappmühle sowie eine Getreidemühle, deren Rad mit Wasserkästen („Schaffeln“) statt Schaufeln ausgestattet war; sie wurden vom Wasser des Mußbachs angetrieben.

### Tourismus
Mußbach liegt an der Deutschen Weinstraße, die sich am westlichen Rand der Rheinebene hinzieht, am Radweg Deutsche Weinstraße und am Pfälzer Mandelpfad. Neben der Landwirtschaft ist der Tourismus ein wichtiger Wirtschaftsfaktor geworden. Vor allem Winzerbetriebe bieten auch Zimmer an, die Gastronomie wirbt mit – teilweise gehobener – Pfälzer Küche.

### Verkehr

#### Schiene

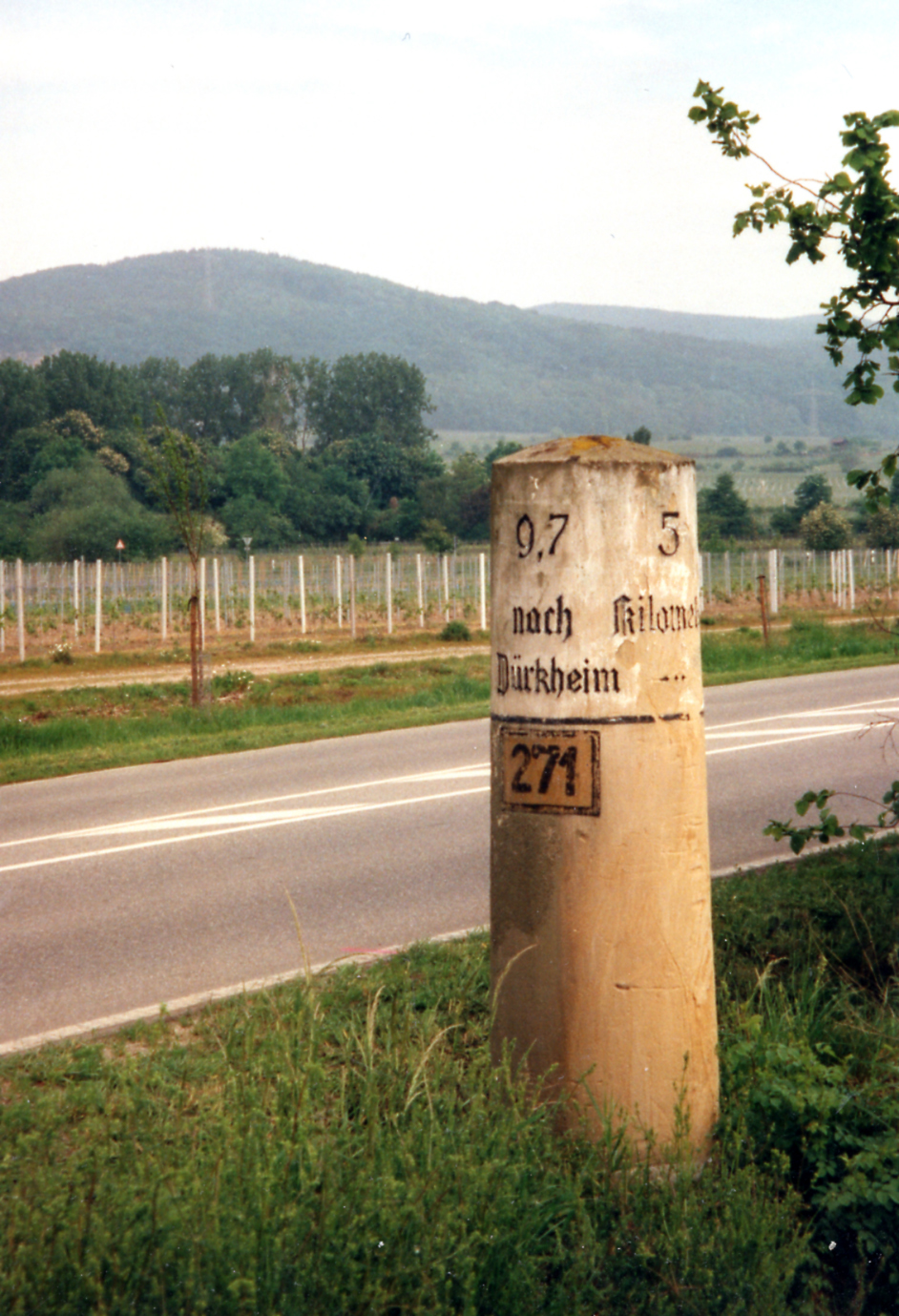
Stundensäule an der L 516

Mußbach liegt an der Pfälzischen Nordbahn, der eingleisigen Bahnstrecke Neustadt–Bad Dürkheim–Monsheim, auf der Nahverkehrszüge in beiden Richtungen im Halbstundentakt („Rheinland-Pfalz-Takt“) unterwegs sind. Der Bahnhof im Oberdorf nahe der „Grenze“ zu Gimmeldingen versorgt diesen Ortsteil mit; aus diesem Grund trug er in den ersten Jahrzehnten seines Bestehens die Bezeichnung Mussbach-Gimmeldingen.

#### Straße
Durch Mußbach verlaufen die Landesstraßen 516 und 519. Die Ortsdurchfahrt ist mit der Deutschen Weinstraße identisch und wird von einem Ring aus Einbahnstraßen gebildet, der gegen den Uhrzeigersinn befahren wird. Die L 516 verbindet Mußbach nach Südwesten mit Neustadt und nach Norden mit Bad Dürkheim, die L 519 nach Nordosten mit Meckenheim. Die L 532 führt nach Haßloch.
Die großräumige Verkehrsanbindung erfolgt über die Autobahn 65; diese wird über die Anschlussstelle 12 Neustadt-Nord (L 516 und B 38) erreicht und führt in die Richtungen Ludwigshafen am Rhein und Karlsruhe.
Die von Busverkehr Imfeld betriebene Buslinie 514 des Verkehrsverbunds Rhein-Neckar verbindet Mußbach mit der Neustadter Kernstadt.

## Persönlichkeiten

### Söhne und Töchter des Ortes

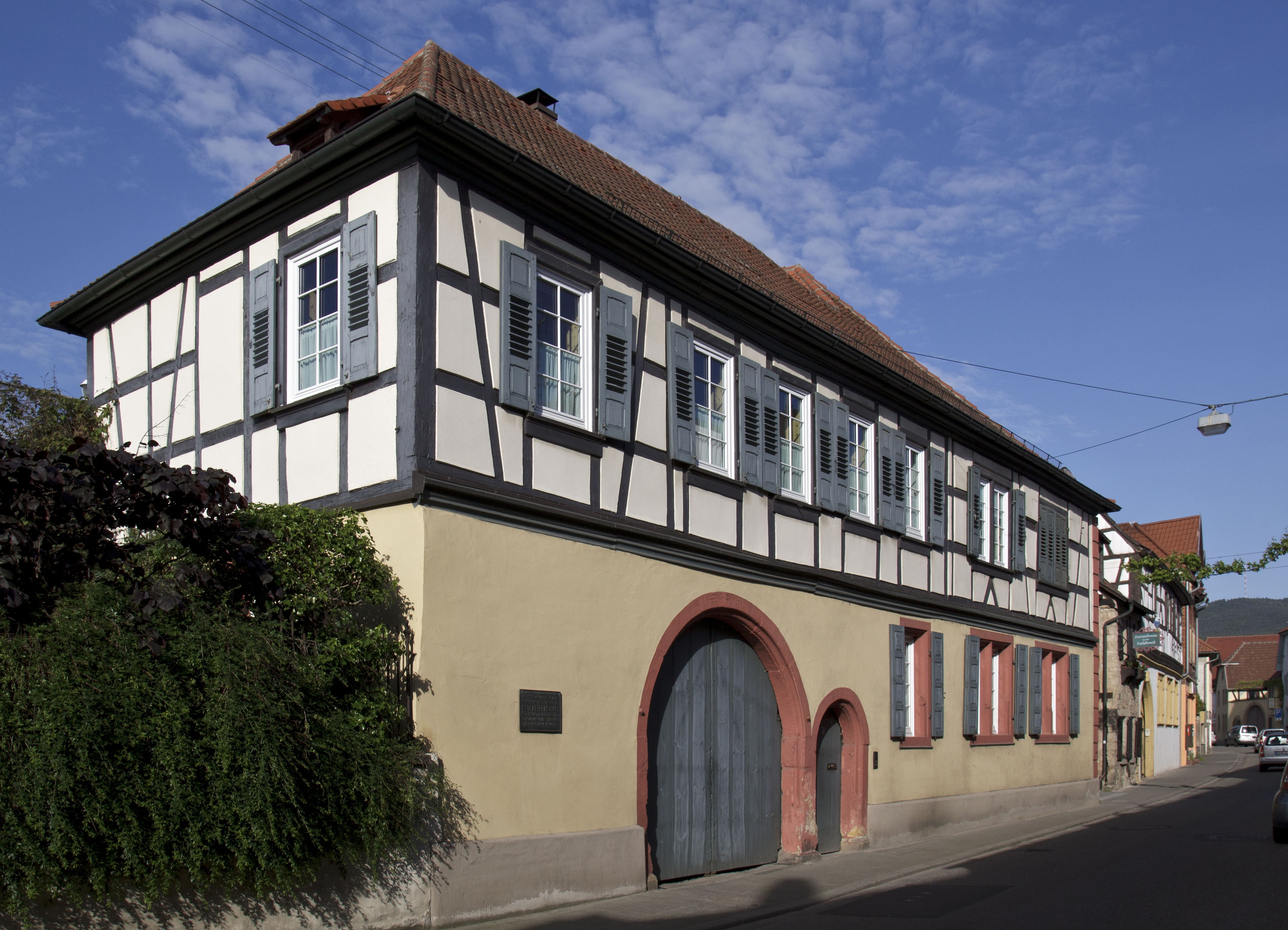
Geburtshaus des Herzforschers Albert Fraenkel

- Albert von Mußbach († 1277): Der Domdekan in Speyer wurde Opfer eines ungeklärten Mordes.
- Daniel Adolf Weber (1730–1794): Der Sohn eines protestantischen Pfarrers heiratete nach Elberfeld, gründete in dem heutigen Stadtteil von Wuppertal eine Textilfabrik und wurde dort bei seiner siebten Kandidatur zum Bürgermeister gewählt.
- Karl August von Beckers zu Westerstetten (1770–1832): Der Graf war im Königreich Bayern General der Infanterie.
- Albert Fraenkel (1864–1938): Der aus einer jüdischen Familie stammende Arzt, Tuberkulose- und Herzforscher lehrte als Professor an der Universität Heidelberg und wurde vor allem durch die Entdeckung und Entwicklung der intravenösen Strophantintherapie bei Herzinsuffizienz bekannt. In der Zeit des Nationalsozialismus wurden Fraenkel alle seine Ämter genommen. Sein Geburtsort hat ihn mit einer Straßenwidmung geehrt.
- Georg Stuhlfauth (1870–1942): Der Archäologe, Kunstsachverständige und Kirchenhistoriker arbeitete in Rom und als Professor in Berlin. Er forschte insbesondere auf den Gebieten der christlichen Ikonographie und der Reformationskunst.
- Johannes Pfeiffer (1886–1965): Der Theologieprofessor an der Universität von Santiago de Chile wurde in Mußbach geboren und lebte dort bis zur Aufnahme seines Studiums.
- Otto Sartorius jun. (1892–1977): Der Önologe leitete 66 Jahre lang das Weingut Herrenhof und machte sich um die wissenschaftlichen und kulturellen Aspekte von Weinbau und Wein verdient. Er war der Sohn von Otto Sartorius sen. (s. u.).
- Paul Habermehl (* 1934), Ortschronist von Hambach an der Weinstraße.

### Weitere Persönlichkeiten
- Der in Mutterstadt geborene Gustav-Adolf Bähr (1938–2020) machte sich einen Namen durch zahlreiche Ehrenämter, einerseits als für die Evangelische Kirche aktiver Laie, andererseits als Kulturmanager, und erhielt dafür das Bundesverdienstkreuz und weitere hohe Auszeichnungen.
- Johannes Bähr (1902–1980), Vater von Gustav-Adolf Bähr, war jahrelang protestantischer Pfarrer in Mußbach. An seinen früheren Tätigkeitsorten setzte er sich während der Zeit des Nationalsozialismus für die Verfolgten des NS-Regimes ein und wurde deswegen selbst für kurze Zeit inhaftiert.
- Der aus Lingenfeld stammende Josef Bürckel (1895–1944) war ab 1927 Volksschullehrer in Mußbach. Bekannt wurde er als NS-Gauleiter und Mitorganisator der Judendeportationen im Rahmen der Wagner-Bürckel-Aktion von 1940.
- Otto Hoos (1921–2003), SPD-Politiker, war Bürgermeister von 1960 bis 1969 und von 1963 bis 1971 Mitglied des Landtags von Rheinland-Pfalz.
- Luise Hackelsberger (1924–2022), Pädagogin, wohnte jahrelang in Mußbach und war Herausgeberin von Werken Werner Bergengruens und Reinhold Schneiders.
- Klaus Heinrich Keller (1938–2018), Maler, stellte seine Gemälde unter anderem im Herrenhof aus.
- Gustav Policella (* 1975), Fußballspieler, spielte in seiner Jugend bei der SG Mußbach.
- Der in Darmstadt geborene Otto Sartorius sen. (1842–1911) heiratete in das Weingut Herrenhof ein und wurde Abgeordneter des Deutschen Reichstags. Sein Sohn war Otto Sartorius jun. (s. o.).
- Der im Nachbarort Gimmeldingen geborene Erich Stolleis (1906–1986) führte das Weingut Carl-Theodor-Hof und war in der Zeit des Nationalsozialismus zunächst Bürgermeister von Landau, dann Oberbürgermeister von Ludwigshafen.
- Der in Ludwigshafen geborene Rechtshistoriker Michael Stolleis (1941–2021), Sohn von Erich Stolleis, wuchs in Mußbach auf.
- Der aus Gimmeldingen stammende Künstler Fritz Wiedemann (1920–1987) wirkte als Gastronom in der Eselsburg und verzierte das restaurierte Winzerhaus mit skurrilen Steinskulpturen.